# Пастир (митологија)
Турцизам чобан (од пер. шобан), други део речи – бан, значи стражар. Поштује на Руском Северу, где сматрају да је чаробњак и да је повезан с лесником (рус. леший) и другим оностраним силама. Сматра се да постиже договор с лесником, по коме му "даје" најбољу краву и обавезује се да ће поштовати низ забрана (да неће брати шумско јагодичасто воће и гљиве, терати комарце и муве, рушити мравињаке итд.), а заузврат му лесник обезбеђује да стадо остане цело на окупу. Ради постојаности договора, и. изговара басму отпуск, обилази око стада с катанцем и кључем, баца затворени катанац у шуму, закопава папир с написаном басмом на забитом месту, где ће остати до краја испаше стоке итд. У неким руским селима пастир се цело лето не шиша, не одржава полне односе, не носи у пољу са собом нож и др.

## Обреди
Пастир или чобанин је главни лик у обредима и веровањима везаним за заштиту стоке. Обавља низ радњи које треба да омогуће да стадо остане на окупу, као и напредак стада.
У Моравској Влашкој и Карпатима пастири су звиждали, свирали трубу и гласно ударали бичем да би отерале „зле силе“. У Карпатима, главни пастир водио је стадо на пашу заобилазним путевима, закопавајући на крају села ланац с катанцем или уже којим су спуштали покојника у гроб (да би овце биле на окупу), цртао је пастирским штапом крст на земљи, ножем на путу обележавао границу коју нечиста сила не сме прећи, бацао на мост шаку соли, трљао копита оваца белим луком итд. Пошто изађе на пашу, хуцулски пастир забијао је секиру лево од врата пастирске колибе, вадио je „живу ватру“ (трењем сувих комада дрвета), бацао жар испред улаза у тор, шкропио стадо светом водицом. По правилу, код Ист. Словена пастир је обилазио око стада с хлебом, сољу, јајима или кајганом, свећом, секиром, катанцем и кључем итд. Код свих Словена важно значење су имали предмета које je, приликом изгона стоке, носио у својој торби. Ради заштите стада, носио је са собом на пашу jaje, хлеб у облику крста, грумен освећене соли, свећу, различите "магијске" траве, освећену креду, ћумур, а код Јуж. Словена зрна, испаљена из пушке у моменту поласка на пашу.
На дан одласка на испашу у неким крајевима су га поливали водом, да не би заспао.
Обичај одавања почасти пастиру распрострањен је код свих Словена. Осим натуралног плаћања, дариван је на дан изгона стоке и у јесен, по повратку, најчешће кајганом или састојцима, да је сам направи. Код Руса одавање почасти и. називало се мирская яичница (заједничка кајгана). Чашћаван је још и на Ускрс, Ђурђевдан, Тројице, Петровдан и тд.
Посебна част му се указивала на Бадње вече у Божић. Опходили би се према њему како према највећем госту. Негде је пастир био и полаженик (положајник).
У динарским деловима Србије на Бадње вече, пред мрак, чобан би вршио обред благосиљања. Од домаћина би добио колач и вино. Колач након три залогаја утрља у со и да га стоци, да би била снажна и здрава. У неким деловима, чобан дође у кућу домаћина на Бадње вече, пре зоре, и доноси бадњак у кућу, за шта бива почашћен, а негде коље и жртвеног јарца, што је пагански жртвени ритуал.

## Народна књижевност
У митологији се пастири често помињу у вези са вилама, па се њима и жене. У народној књижевности се Св. Сава и Краљевић Марко појављују као пастири. Св. Сава је често чобанин који чува и музе овце, одевен у животињско крзно, са штапом и свиралом.

## Митологија
Може се упоредити са грчким боговима попут Диониса, Хермеса, Атиса. Али и са Силваном — нашом верзијом божанског пастира. Одевен у кожу животиње — као и пастир; приказиван је како хода, па је могуће да одатле потиче обичај да пастири обилазе куће на Бадње вече.

## Празновање
Велики четвртак – слава чобана.